# Верховный штаб НОАЮ
Верховный штаб Народно-освободительной армии Югославии и партизанской армии Югославии (сербохорв. Врховни штаб Народноослобилачке војске Југославије и партизанске војске Југославије / Vrhovni štab narodnooslobodilačke vojske Jugoslavije i partizanske vojske Jugoslavije), более известный как Верховный штаб НОАЮ (сербохорв. Врховни штаб НОВJ / Vrhovni štab NOVJ) — высшее военное руководство югославских партизан, осуществлявшее командование и управление партизанским движением в годы Народно-освободительной войны Югославии с июля 1941 по май 1945. Штаб руководил Народно-освободительной армией благодаря главным, областным и оперативным штабам, в том числе штабам партизанских отрядов, бригад, дивизий, корпусов и оперативных групп. Связь с штабами осуществлялась благодаря делегатам и курьерам, а на поздних этапах войны и при помощи радиосвязи. После прибытия делегаций западных союзников и Красной Армии Верховный штаб установил постоянную связь с Антигитлеровской коалицией, советуясь с ними по вопросам получения материальной помощи и проведения операций. Издавал газету «Бюллетень Верховного штаба НОАЮ».
Основным местом расположения штаба в начале войны был оккупированный Белград; с середины сентября 1941 года штаб располагался в разных городах и областях: Ужице (время существования Ужицкой республики), Санджак (Нова-Варош), Восточная Босния (Иванчичи, Фоча), Западная Босния (Бихач, Босански-Петровац, Дрвар, Яйце, Милиниште), Черногория (Жабляк), Далмация (остров Вис). С октября 1944 года штаб до конца войны располагался в освобождённом Белграде.
Командовал штабом на протяжении войны Иосип Броз Тито, которого всегда сопровождал личный батальон, занимавшийся вопросами охраны штаба. Начальником штаба был Арсо Йованович.

## Наименования
Штаб менял свои названия несколько раз за историю существования.
- Образован 27 июня 1941 на заседании ЦК Коммунистической партии Югославии как Главный штаб Народно-освободительных партизанских отрядов Югославии или НШ НОПОЮ (словен. Glavni štab Narodnoosvobodilnih partizanskih odredov Jugoslavie, сербохорв. Главни штаб Народноослободилачких партизанских одреда Југославије / Glavni štab Narodnooslobodilačkih partizanskih odreda Jugoslavije; макед. Главниот штаб на Народноослободилетни партизански одреди на Југославија).
- На совещании 26 сентября 1941 был переименован в Верховный штаб Народно-освободительных партизанских отрядов Югославии или ВШ НОПОЮ (словен. Vrhovni štab Narodnoosvobodilnih partizanskih odredov Jugoslavie, сербохорв. Врховни штаб Народноослободилачких партизанских одреда Југославије / Vrhovni štab Narodnooslobodilačkih partizanskih odreda Jugoslavije; макед. Врховниот штаб на Народноослободилетни партизански одреди на Југославија).
- В январе 1942 переименован в Верховный штаб Народно-освободительной партизанской и добровольческой армии Югославии или ВШ НОП и ДАЮ (словен. Vrhovni štab Narodnoosvobodilne partizanske in prostovoljne vojske Jugoslavije, сербохорв. Врховни штаб Народноослободилачке партизанске и добровољачке војске Југославије / Vrhovni štab Narodnooslobodilačke partizanske i dobrovoljačke vojske Jugoslavije; макед. Врховниот штаб на партизански одреди и доброволна војска на Југославија).
- В ноябре того же года переименован в Верховный штаб Народно-освободительной армии и партизанских отрядов Югославии или ВШ НОА и ПОЮ (словен. Vrhovni štab Narodnoosvobodilne vojske in partizanskih odredov Jugoslavije, сербохорв. Врховни штаб Народноослободилачке војске и партизанских одреда Југославије / Vrhovni štab Narodnooslobodilačke vojske i partizanskih odreda Jugoslavije; макед. Врховниот штаб на Народноослободилетна војска и партизански одреди на Југославија).
- В марте 1945 окончательно реорганизован в Генеральный штаб Югославской армии (словен. Generalštab Jugoslovanske armade, сербохорв. Генералштаб Југословенске армије / Generalštab Jugoslovenske armije; макед. Генералштабот на Југословенската армија) как орган Временного правительства Демократической федеративной Югославии.

## История
В октябре 1940 года на Пятой земельной конференции Коммунистической партии Югославии, состоявшейся в загребском квартале Дубрава, была образована Военная комиссия (сербохорв. Војна комисија / Vojna komisija, словен. Vojaške komisije; макед. Воена комисија), которая получила своё собственное задание — установить контакты с антифашистски настроенными офицерами Югославской королевской армии и подготовить добровольцев к отражению возможной немецкой агрессии. При ЦК Коммунистических партий Хорватии и Словении были образованы свои военные комиссии.
В ходе Апрельской войны Политбюро ЦК КПЮ 15 апреля на экстренном заседании сформировало Военный комитет (сербохорв. Војни комитет / Vojni komitet, словен. Vojaški komite; макед. Воениот комитет), который должен был подготовить срочно отряды самообороны для боя против немецких оккупантов и их союзников. Комитет возглавил Иосип Броз Тито, генеральный секретарь ЦК КПЮ. После оккупации Югославии и раздела её территории в начале мая 1941 года на совещании ЦК КПЮ было принято постановление о срочном образовании военных комитетов во всех общинах бывшего королевства с целью подготовки вооружённого антигитлеровского восстания.

### Образование штаба
Главный штаб Народно-освободительных партизанских отрядов Югославии был образован 27 июня 1941 на заседании ЦК Коммунистической партии Югославии в Белграде, став высшим военным руководством народно-освободительного партизанского движения. Верховным главнокомандующим и руководителем штаба стал Иосип Броз Тито. В штаб вошли члены политбюро ЦК КПЮ — Милован Джилас, Эдвард Кардель, Франц Лескошек, Иван Милутинович и Александр Ранкович — и члены ЦК КПЮ — Светозар Вукманович, Сретен Жуйович и Иво Лола Рибар.

### Инструкторы и делегаты
Главный штаб НОПОЮ и ЦК КПЮ составляли в июне 1941 года делегаты и инструкторы со всех краёв Югославии. По причине характера и условий ведения войны у всех делегатов были свои специфические партийные и военные задачи. В высшее руководство входили делегаты ЦК КПЮ и Главного штаба, остальные руководили меньшими подразделениями. Делегаты ЦК КПЮ и ГШ НОПОЮ ставили перед собой задачу организации восстания на территориях и дальнейшего руководства освободительной борьбой. Каждый делегат отвечал за свою историческую родину (в будущем — союзную республику): Владо Попович за Хорватию, Светозар Вукманович за Боснию и Герцеговину, Милован Джилас за Черногорию, Драган Павлович за Македонию (как инструктор), Франц Лескошек за Словению, а Сретен Жуйович за Сербию (оба последних командовали ещё и соответствующими штабами).
Делегаты и инструкторы ЦК КПЮ и Главного штаба имели свои самые ответственные функции в краях. Они издавали директивы, изучали ситуацию и регулировали важнейшие вопросы. Руководящий центр таким образом при помощи своих членов объявил о своём существовании и стимулировал партизан к дальнейшей борьбе. Технических средств для быстрой связи с руководством в краях не было, вместо них использовались курьеры, работавшие во временных каналах связи. Это доставляло много проблем и было рискованно: курьера могли или взять в плен, или убить.

### Боевой путь
Штаб был образован в Белграде и пребывал там до середины сентября 1941 года. Из-за тяжёлого положения членов Главного штаба в оккупированном немцами городе было принято решение перенести штаб на освобождённую территорию Западной Сербии. Во главе штаба тогда, помимо Тито, находились ещё три члена Военного руководства партии: Иван Милутинович, Александр Ранкович и Иво Лола Рибар. После оставления Белграда все члены добрались до освобождённой территории и поселились в местечке Крупань в конце сентября 1941 года. Главный штаб непосредственно располагался между Валево и Крупанью, а 15 октября перебрался в Ужице. 26 сентября 1941 в деревне Столицы под Крупней прошло совещание Главного штаба с руководителями партизанского движения в Сербии, Хорватии и Боснии и Герцеговине, а также командирами партизанских отрядов Сербии. На совещании было принято решение об организации на каждой исторической территории главных штабов. Главный штаб НОПОЮ был переименован в Верховный штаб. После совещания Иосип Броз Тито издал несколько директив, которые стали своеобразными руководствами по ведению партизанской войны: «Директива о начале обороны освобождённой территории», «Директива о начале освоения населённого пункта», «Директива о военном обучении партизан». Эти документы использовались высшим офицерским составом для обучения добровольцев и носили постоянный характер.
С середины октября по конец ноября 1941 года Верховный штаб располагался в городе Ужице вместе с ЦК Коммунистической партии Югославии, ЦК Союза коммунистической молодёжи Югославии, Главным штабом НОПО Сербии, Главным народно-освободительным комитетом Сербии и другими военно-политическими учреждениями. В городе была оружейная фабрика «Први партизан», работал текстильный завод по производству одежды и обуви, а также печаталась газета «Борба». Ужице стал центром партизанского движения, где партизаны снабжались всем необходимым. После разгрома Ужицкой республики основные силы партизан отошли в Санджак, а оттуда и в Восточную Боснию, что привело к последующей реорганизации партизанских отрядов. Были образованы пролетарские ударные бригады согласно учреждённому Статуту пролетарских ударных бригад. В годы войны было всего сформировано 240 бригад НОАЮ. В начале 1942 года Верховный штаб занялся личной проверкой боеспособности бригад и тем самым подтвердил, что на смену отрядам постепенно должны приходить бригады.
С конца января 1942 Верховный штаб перебрался в Фочу, которая стала новым центром Народно-освободительного движения до мая 1942 года. Оттуда штаб установил связь с партизанским подпольем в Сараево, Загребе и Белграде. На основе ситуации на фронтах, а также имеющегося опыта боевых действий штаб делал выводы и отдавал различные распоряжения, многие из которых повлияли на ход боевых действий. Конец войны штаб встретил в освобождённом Белграде.

## Структура штаба
В состав штаба входили представители оперативной и разведывательной служб, организационные, мобилизационные, инструкторские, тыловые отделения и т.д. С конца 1942 года и до 1 марта 1945 структура Верховного штаба включала в себя шесть отделов:
- оперативный отдел (подготовка и проведение операций; организация, формирование, мобилизация, обучение и подготовка кадров)
- разведывательный отдел (сбор данных о противнике и контрразведке)
- экономический отдел (закупка вооружения и боеприпасов, хранение продовольствия и обмундирования)
- отдел военных судов (гражданское строительство, почта и телефония, самооборона и промышленность)
- санитарный отдел (санитарные войска, больницы, эпидемиология и фармакология)
- комиссия по борьбе со шпионами и пятой колонной

Штабу отчитывались следующие штабы по регионам Югославии:
- Главный штаб НОАЮ в Боснии и Герцеговине
- Главный штаб НОАЮ в Воеводине
- Главный штаб НОАЮ в Косово и Метохии
- Главный штаб НОАЮ в Македонии
- Главный штаб НОАЮ в Словении
- Главный штаб НОАЮ в Сербии
- Главный штаб НОАЮ в Хорватии
- Главный штаб НОАЮ в Черногории

## Члены штаба

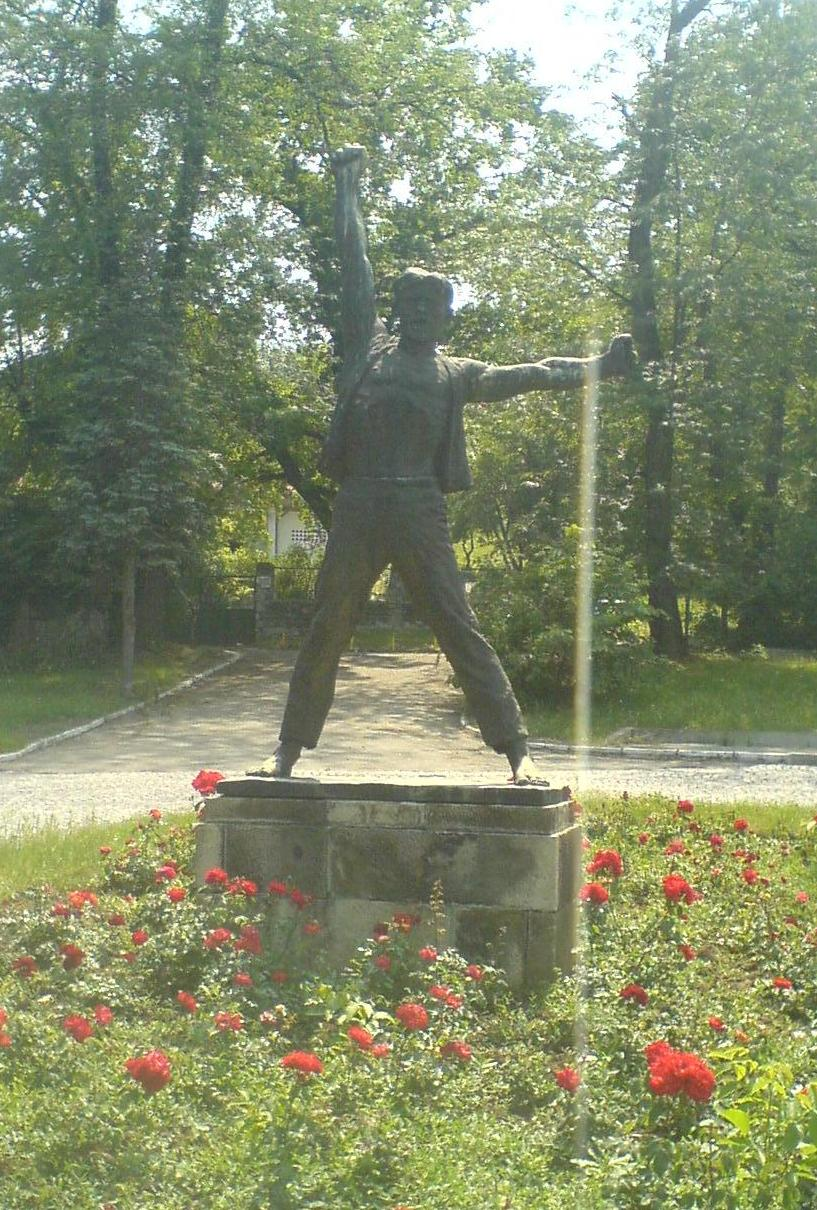
Памятник Воина Бакича «Призыв к восстанию», ныне экспонат музея 4 июля в Белграде

В составе первого Верховного штаба было 10 членов ЦК КПЮ (трое из них не дожили до конца войны, погибнув в боях). С сентября 1941 года в штабе были несколько офицеров королевской армии, которые оказывали помощь начальнику штаба и решали вопросы по взаимодействию разных родов войск). С начала мая 1942 года состав штаба был расширен, в него стали входить руководители главных штабов разных регионов Югославии и оперативных штабов. В штабы входили:
- Иосип Броз Тито, командир
- Арсо Йованович, начальник штаба

| - Михайло Апостолский - Светозар Вукманович - Никола Грулович - Углеша Данилович - Пеко Дапчевич - Петар Драпшин - Милован Джилас - Воислав Джокич - Сретен Жуйович - Влада Зечевич | - Павле Илич - Радивойе Йованович - Эдвард Кардель - Сава Ковачевич - Раде Кончар - Франц Лескошек - Иван Мачек - Иван Милутинович - Гойко Николиш - Саво Орович | - Исидор Папо - Моша Пияде - Владо Попович - Александр Ранкович - Иво Лола Рибар - Иван Рукавина - Павле Савич - Владимир Смирнов - Велимир Терзич - Раде Хамович |

## Документы Верховного штаба
- Приказ об основании 1-й пролетарской бригады от декабря 1941 года
- Указ о первых офицерских званиях в НОАЮ от мая 1943 года